# Bayard-sur-Marne
Bayard-sur-Marne és un municipi francès situat al departament de l'Alt Marne i a la regió del Gran Est. L'any 2007 tenia 1.508 habitants.

## Demografia

### Població
El 2007 la població de fet de Bayard-sur-Marne era de 1.508 persones. Hi havia 580 famílies de les quals 136 eren unipersonals (68 homes vivint sols i 68 dones vivint soles), 176 parelles sense fills, 220 parelles amb fills i 48 famílies monoparentals amb fills.
La població ha evolucionat segons el següent gràfic:
Habitants censats

### Habitatges
El 2007 hi havia 632 habitatges, 591 eren l'habitatge principal de la família, 10 eren segones residències i 31 estaven desocupats. 612 eren cases i 19 eren apartaments. Dels 591 habitatges principals, 427 estaven ocupats pels seus propietaris, 152 estaven llogats i ocupats pels llogaters i 12 estaven cedits a títol gratuït; 17 tenien dues cambres, 116 en tenien tres, 219 en tenien quatre i 239 en tenien cinc o més. 547 habitatges disposaven pel capbaix d'una plaça de pàrquing. A 246 habitatges hi havia un automòbil i a 260 n'hi havia dos o més.

### Piràmide de població
La piràmide de població per edats i sexe el 2009 era:
| Homes | Edats   | Dones |
| ----- | ------- | ----- |
| 0     | 95 o +  | 0     |
| 4     | 90 a 94 | 0     |
| 0     | 85 a 89 | 8     |
| 8     | 80 a 84 | 16    |
| 24    | 75 a 79 | 24    |
| 20    | 70 a 74 | 16    |
| 28    | 65 a 69 | 52    |
| 40    | 60 a 64 | 36    |
| 36    | 55 a 59 | 24    |
| 24    | 50 a 54 | 40    |
| 76    | 45 a 49 | 52    |
| 60    | 40 a 44 | 88    |
| 60    | 35 a 39 | 36    |
| 60    | 30 a 34 | 56    |
| 56    | 25 a 29 | 64    |
| 24    | 20 a 24 | 40    |
| 84    | 15 a 19 | 32    |
| 52    | 10 a 14 | 72    |
| 68    | 5 a 9   | 60    |
| 44    | 0 a 4   | 36    |

## Economia
El 2007 la població en edat de treballar era de 993 persones, 694 eren actives i 299 eren inactives. De les 694 persones actives 642 estaven ocupades (385 homes i 257 dones) i 52 estaven aturades (18 homes i 34 dones). De les 299 persones inactives 84 estaven jubilades, 92 estaven estudiant i 123 estaven classificades com a «altres inactius».

### Ingressos
El 2009 a Bayard-sur-Marne hi havia 591 unitats fiscals que integraven 1.519 persones, la mediana anual d'ingressos fiscals per persona era de 15.757 €.

### Activitats econòmiques
Dels 28 establiments que hi havia el 2007, 4 eren d'empreses extractives, 1 d'una empresa alimentària, 3 d'empreses de fabricació d'altres productes industrials, 3 d'empreses de construcció, 6 d'empreses de comerç i reparació d'automòbils, 3 d'empreses de transport, 2 d'empreses d'hostatgeria i restauració, 1 d'una empresa financera, 1 d'una empresa de serveis, 2 d'entitats de l'administració pública i 2 d'empreses classificades com a «altres activitats de serveis».
Dels 9 establiments de servei als particulars que hi havia el 2009, 1 era una oficina de correu, 1 taller de reparació d'automòbils i de material agrícola, 1 autoescola, 3 fusteries, 1 lampisteria, 1 perruqueria i 1 restaurant.
Dels 4 establiments comercials que hi havia el 2009, 1 era un hipermercat, 1 una botiga de menys de 120 m², 1 una fleca i 1 una joieria.
L'any 2000 a Bayard-sur-Marne hi havia 6 explotacions agrícoles.

## Equipaments sanitaris i escolars
El 2009 hi havia 2 escoles elementals.

## Poblacions més properes
El següent diagrama mostra les poblacions més properes.